# 코길레스와란 라즈
코길레스와란 라즈(말레이어: Kogileswaran Raj, 1998년 9월 21일 ~ )는 말레이시아의 축구 선수로, 현재 말레이시아 슈퍼리그의 피낭 FA에서 뛰고 있다. 포지션은 윙어, 공격형 미드필더이다.

## 선수 경력
- 스리 파항 FC (2016~2019)
- 프틸랑 자야 시티 (2020~2022)
- 충북 청주 FC (2023)

## 충북 청주 FC와의 관계
말레이시아 슈퍼리그에서 충북 청주 FC로 이적하였으므로, 말레이시아 최초의 K리거가 되었다.

## 여담
이름의 앞글자를 따 코기라는 애칭으로 불린다.